# 紹拉陶·科內爾
紹拉陶·科內爾（匈牙利語：Saláta Kornél；1985年2月24日—）是一位斯洛伐克足球運動員。在場上的位置是中後衛。他現在效力於斯洛伐克足球甲級聯賽球隊布拉迪斯拉發斯洛萬體育會。他也代表斯洛伐克國家足球隊參賽。